# 四甲基血清素
四甲基血清素（缩写TeMS）是一类血清素的四甲基取代衍生物，分子式C
14H
20N
2O，有：
- 5-甲氧基-2,N,N-三甲基色胺（N,N,O,2-三甲基血清素），CAS号：67292-68-6
- 5-甲氧基-7,N,N-三甲基色胺（N,N,O,7-三甲基血清素），CAS号：61018-77-7
- 5-甲氧基-α,N,N-三甲基色胺（N,N,O,α-三甲基血清素），CAS号：101831-90-7